# Aizecourt-le-Bas
Aizecourt-le-Bas é uma comuna francesa na região administrativa de Altos da França, no departamento de Somme. Estende-se por uma área de 3,57 km². Em 2010 a comuna tinha 55 habitantes (densidade: 15,4 hab./km²).